# Lučac-Manuš
Lučac-Manuš – dzielnica Splitu, drugiego co do wielkości miasta Chorwacji. Zlokalizowana jest w centralnej części miasta, ma 6 840 mieszkańców i 0,36 km² powierzchni.
Obszar dzielnicy Lučac-Manuš ograniczają:
- od północy – ulica Vukovarska,
- od wschodu – ulica Slobode,
- od południa – ulica Kralja Zvonimira,
- od zachodu – znajdująca się w tunelu linia kolejowa.

Dzielnice sąsiadujące z Lučac-Manuš:
- od północy – Bol,
- od wschodu – Gripe,
- od południa – Bačvice,
- od zachodu – Grad.